# 路易斯安那州巴頓魯治聖殿
路易斯安那巴頓魯治聖殿（Baton Rouge Louisiana Temple）是耶穌基督後期聖徒教會的第94座聖殿。1841年，第一次有傳教士到達路易斯安那州。現在在路易斯安那中有超過24,000人耶穌基督後期聖徒教會信徒。1998年，教會宣布將興建路易斯安那巴頓魯治聖殿，並在1999年動工 ，2000年奉獻。